# Nokia N76
Le Nokia N76 est un smartphone à clapet conçu par le constructeur Nokia. Il fut dévoilé en janvier 2007 lors du CES 2007 à Las Vegas et fut lancé sur le marché le 5 mai 2007 au prix de 390 €. Le téléphone comporte la 3G, une radio FM, le Wi-Fi, un appareil photographique numérique de 2 mégapixels, 2 écrans, le système d'exploitation est Symbian OS 9.2. Avec la mise à jour v 30.0.015, le téléphone comporte le Bluetooth stéréo avec les profils AVRCP.

## Caractéristiques
- Système d'exploitation : Symbian OS 9.2, S60 3rd Édition, Pack 1
- Processeur : Freescale ARM 11 369 MHz
- GSM/EDGE/3G
- 106,5 × 52 × 13,7 mm pour 115 grammes
- Écran de 2.4 pouces de définition 240 × 320 pixels
- Batterie de 700 mAh
- Appareil photo numérique de 2 MégaPixels
- Flash DEL
- Bluetooth
- Vibreur
- Radio FM
- DAS : 1,04 W/kg.